# 岸上克彦
岸上 克彦（きしがみ かつひこ、1954年1月1日 - ）は、日本の実業家。アサヒ飲料代表取締役社長、カルピス代表取締役社長を経て、アサヒ飲料取締役会長、アサヒグループホールディングス顧問。

## 人物・経歴
京都府京都市生まれ。東京都北多摩郡村山町（現武蔵村山市）出身。海城高等学校を経て、1976年立教大学経済学部経済学科卒業、カルピス食品工業（現カルピス）入社。営業を経て、1991年からカルピスウォーターのブランドマネージャーを務めた。コンビニの普及による人々のライフスタイルの変化により、希釈タイプのカルピスの売り上げが低迷する中、ストレートタイプのカルピスウォーターを大ヒットさせて業績を回復させた。
1999年東京支店次長。2003年ストレート飲料事業部長。2005年執行役員に昇格。2008年常務執行役員。2013年アサヒ飲料常務取締役カルピス営業本部長。2014年アサヒ飲料専務取締役。2015年からアサヒ飲料代表取締役社長とカルピス代表取締役社長を兼務し、アサヒグループとカルピスの連携を進めた。2019年カルピス代表取締役社長を退任。その後、2020年3月23日付でアサヒ飲料代表取締役社長を退任し、同社の取締役会長に就任した。2021年3月18日アサヒグループホールディングス顧問。

## テレビ番組
- 日経スペシャル カンブリア宮殿 超ロングセラー・カルピス...発売100年で過去最高売り上げの秘密！（2019年7月25日、テレビ東京）- 出演：アサヒ飲料 社長 岸上克彦[12]。